# 李喆圭

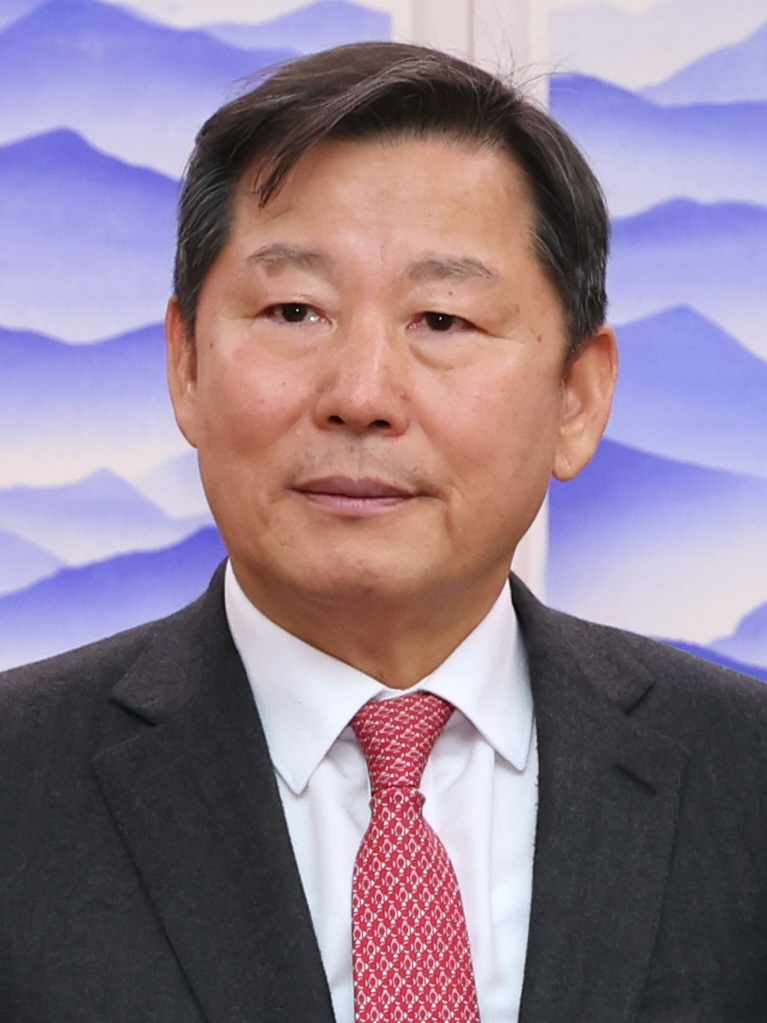
2025年

李 喆圭（イ・チョルギュ、朝鮮語: 이철규、1957年9月20日 - ）は、大韓民国の政治家、警察公務員。第20・21・22代韓国国会議員。
三陟クンビッ教会に所属するキリスト教徒である。

## 経歴
故郷は江原道東海市三和洞。城一高等学校、韓国放送通信大学校行政学科卒。漢陽大学校大学院修了（行政学修士）。1998年に楊平警察署長、2001年に安山警察署長、盆唐警察署長、2005年に警察庁外事1課長、2006年にソウル松坡警察署長、江原地方警察庁次長、2008年にソウル地方警察庁警務部長、2010年に忠北地方警察庁長、2011年に京畿地方警察庁長、2014年にカトリック関東大学校公共人材大学警察行政学部招聘教授を歴任した。国会議員当選後は第20代国会国防委員会・教育文化体育観光委員会・運営委員会・産業通商資源中小ベンチャー企業委員会委員、予算決算特別委員会・司法改革特別委員会委員、未来統合党戦略企画部総長、国民の力事務総長を歴任した。

## エピソード
国民の力党内の親尹錫悦系で、尹が大統領に当選した後、行政安全部長官に任命される可能性があるとメディアが報じた。また、2024年の第22代総選挙で国民の力が惨敗したにもかかわらず、責任を負わなければならないとされる親尹系でありながら院内代表選挙への出馬を示唆したため、「反省なし」との批判を受けた。
2025年初、息子とその妻が液体大麻の収受の疑いで取調べを受けた件について、「まったく知らない」と表明した上、事件の背後に韓東勲の支持者がいると主張した。